# Valente (magister militum)
Valente  fue un militar romano occidental. Ocupó el cargo de magister militum en el año 409, bajo el gobierno de Honorio. No debe confundirse con el homónimo comes de Dalmacia, Valente, quien también fue ese año magister equitum pero a las órdenes del usurpador Prisco Átalo y Alarico. Tuvo que ser de ascendencia extranjera ya que Orosio alabó a su sucesor, Flavio Constancio como el primer generalísimo auténticamente romano tras una sucesión de generales bárbaros.

## Carrera militar
Ocupaba el cargo de comes domesticorum peditum cuando Alarico invadió Italia en el año 408. Dentro de un contexto de lucha entre facciones en la corte de Rávena tras la ejecución de Estilicón, fue aupado a magister peditum praesentialis por exigencia de una asamblea de oficiales dirigida por Jovio y Alóbico. Sustituyó en el puesto a Turpilio quien fue asesinado poco después.
En 409, Honorio envió al comes de Dalmacia, Valente, al frente de un contingente de 6000 soldados para intentar romper el asedio de Roma por los visigodos pero las tropas romanas fueron derrotadas. A finales de año, Prisco Átalo se proclamó emperador con el apoyo de Alarico quien asumió el cargo de magister peditum acompañado del derrotado Valente que se convirtió en magister equitum.
Antes de acabar ese año 409, Honorio envió a Valente, Jovio y Juliano como embajadores para negociar con el usurpador sin que estos tuviesen éxito en su misión. Ya en 410, Átalo y Alarico dirigieron un ejército a Rávena para intentar deponer a Honorio por lo que Valente junto a Jovio y otros altos cargos de la corte, recomendaron al emperador llegar a un acuerdo con el usurpador. Honorio le propuso gobernar junto a él como coemperador, algo que fue rechazado por Átalo. En esta situación de debilidad, tanto Valente como Jovio abandonaron a Honorio y se pasaron al bando de Átalo.
Tras la deserción de Valente en 410, no se tiene información de ningún posible sucesor hasta que Honorio otorgó el puesto en 411 a Flavio Constancio.